# Comuna Hărău, Hunedoara
Hărău (în maghiară: Haró, în germană: Haren) este o comună în județul Hunedoara, Transilvania, România, formată din satele Banpotoc, Bârsău, Chimindia și Hărău (reședința).

## Demografie
Componența etnică a comunei Hărău
     Români (88,5%)
     Maghiari (4,24%)
     Alte etnii (1,18%)
     Necunoscută (6,07%)
Componența confesională a comunei Hărău
     Ortodocși (74,88%)
     Penticostali (6,61%)
     Reformați (4,24%)
     Baptiști (2,32%)
     Creștini după evanghelie (1,97%)
     Romano-catolici (1,78%)
     Alte religii (1,68%)
     Necunoscută (6,52%)
Conform recensământului efectuat în 2021, populația comunei Hărău se ridică la 2.026 de locuitori, în scădere față de recensământul anterior din 2011, când fuseseră înregistrați 2.231 de locuitori. Majoritatea locuitorilor sunt români (88,5%), cu o minoritate de maghiari (4,24%), iar pentru 6,07% nu se cunoaște apartenența etnică. Din punct de vedere confesional, majoritatea locuitorilor sunt ortodocși (74,88%), cu minorități de penticostali (6,61%), reformați (4,24%), baptiști (2,32%), creștini după evanghelie (1,97%) și romano-catolici (1,78%), iar pentru 6,52% nu se cunoaște apartenența confesională.

## Politică și administrație
Comuna Hărău este administrată de un primar și un consiliu local compus din 11 consilieri. Primarul, Lucian-Mihael Albu-Weber[*], de la Partidul Social Democrat, este în funcție din 2016. Începând cu alegerile locale din 2024, consiliul local are următoarea componență pe partide politice:
|  | Partid                          | Consilieri | Componența Consiliului | Componența Consiliului | Componența Consiliului | Componența Consiliului | Componența Consiliului | Componența Consiliului | Componența Consiliului | Componența Consiliului |
|  | ------------------------------- | ---------- | ---------------------- | ---------------------- | ---------------------- | ---------------------- | ---------------------- | ---------------------- | ---------------------- | ---------------------- |
|  | Partidul Social Democrat        | 8          |                        |                        |                        |                        |                        |                        |                        |                        |
|  | Partidul Național Liberal       | 1          |                        |                        |                        |                        |                        |                        |                        |                        |
|  | Alianța pentru Unirea Românilor | 1          |                        |                        |                        |                        |                        |                        |                        |                        |
|  | Ocolișan Octavian               | 1          |                        |                        |                        |                        |                        |                        |                        |                        |

## Atracții turistice
- Biserica de zid „Sfântul Nicolae" din satul Bârsău, construcție secolul al XVI-lea, monument istoric
- Biserica de zid „Sfântul Dumitru" din satul Hărău, construcție secolul al XVIII-lea, monument istoric
- Biserica „Cuvioasa Paraschiva" din satul Chimindia, construcție secolul al XVI-lea
- Izvoarele de apă minerală carbogazoasă din satele Chimindia și Banpotoc

## Imagini

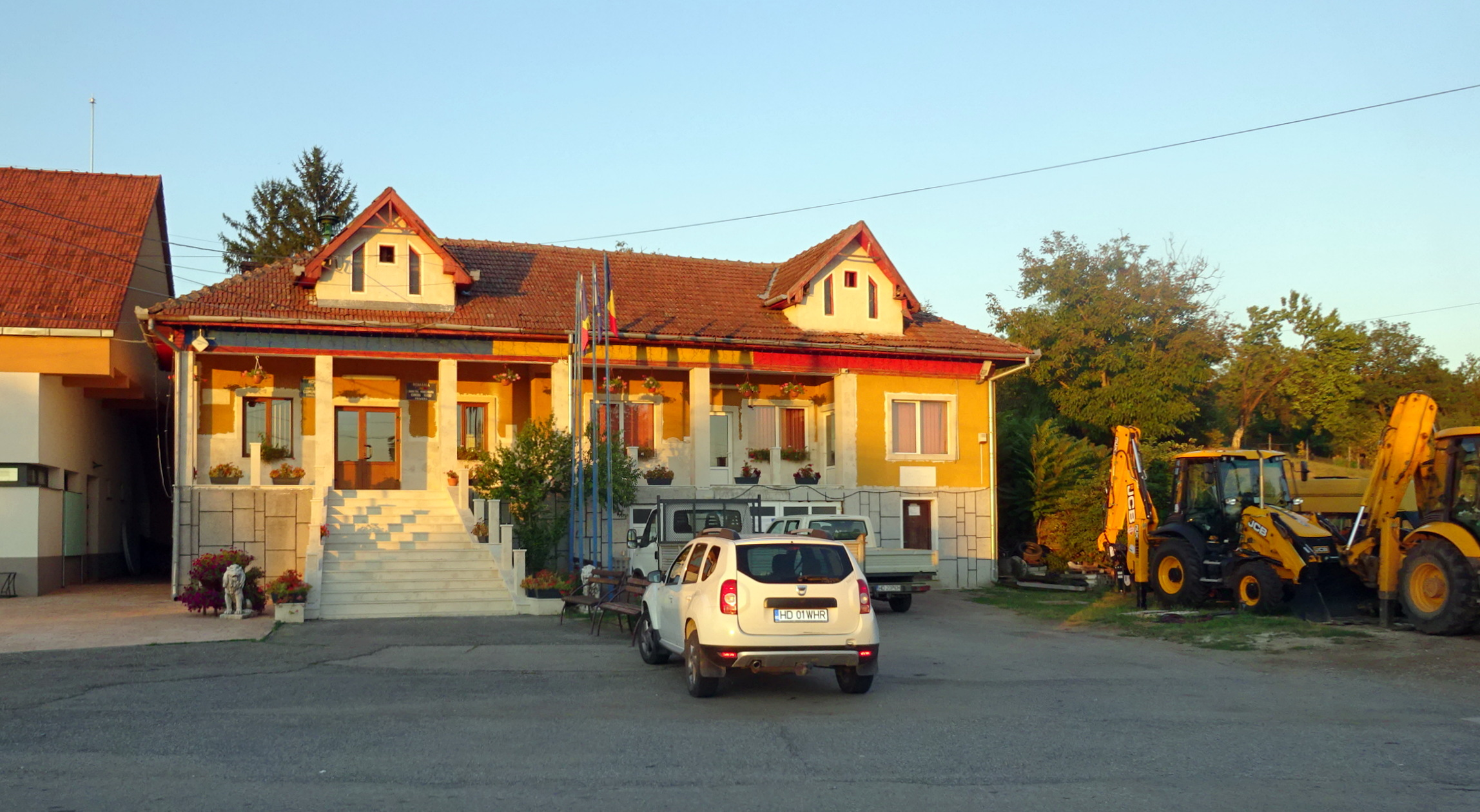
Primăria comunei Hărău
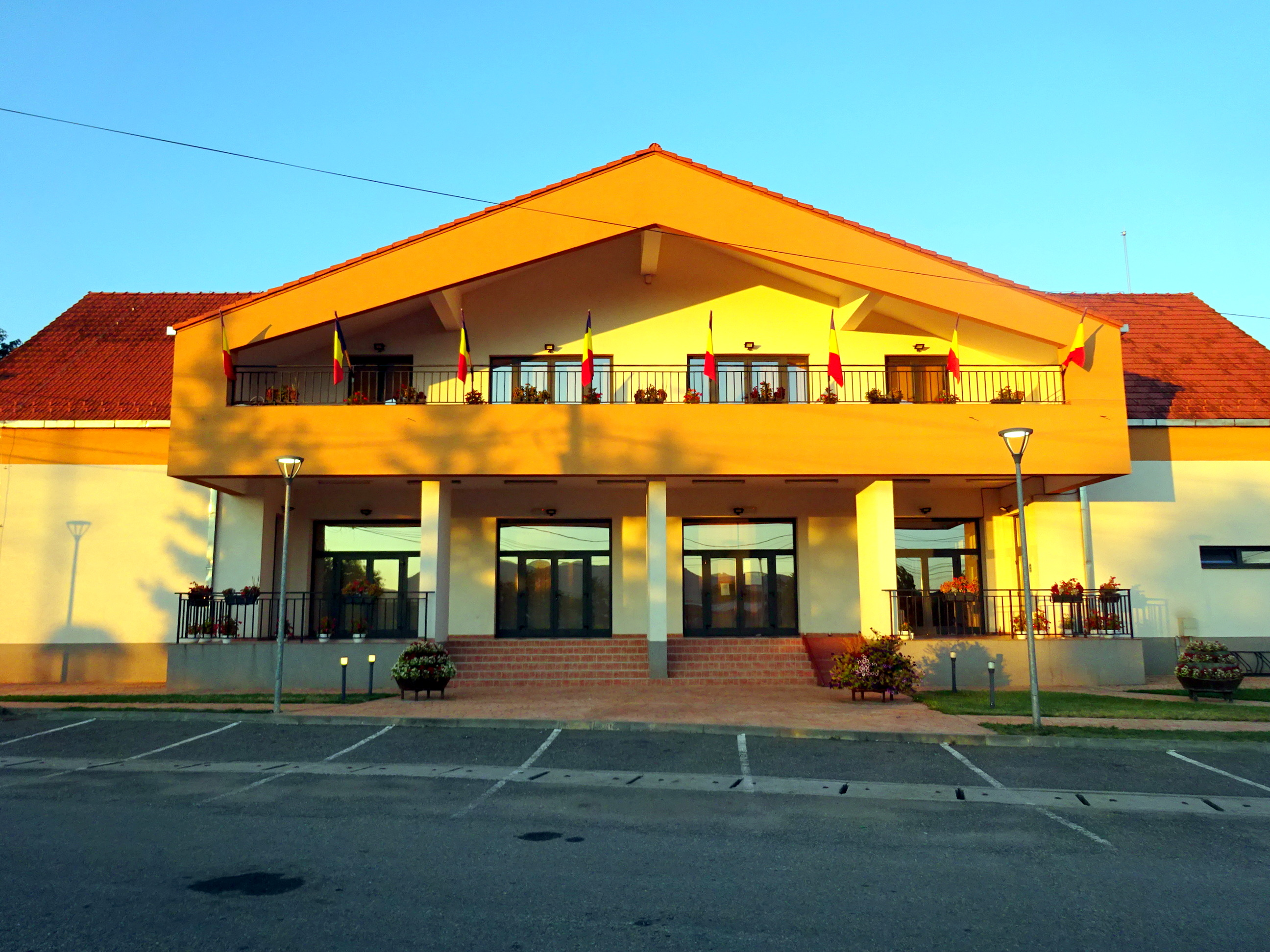
Căminul cultural
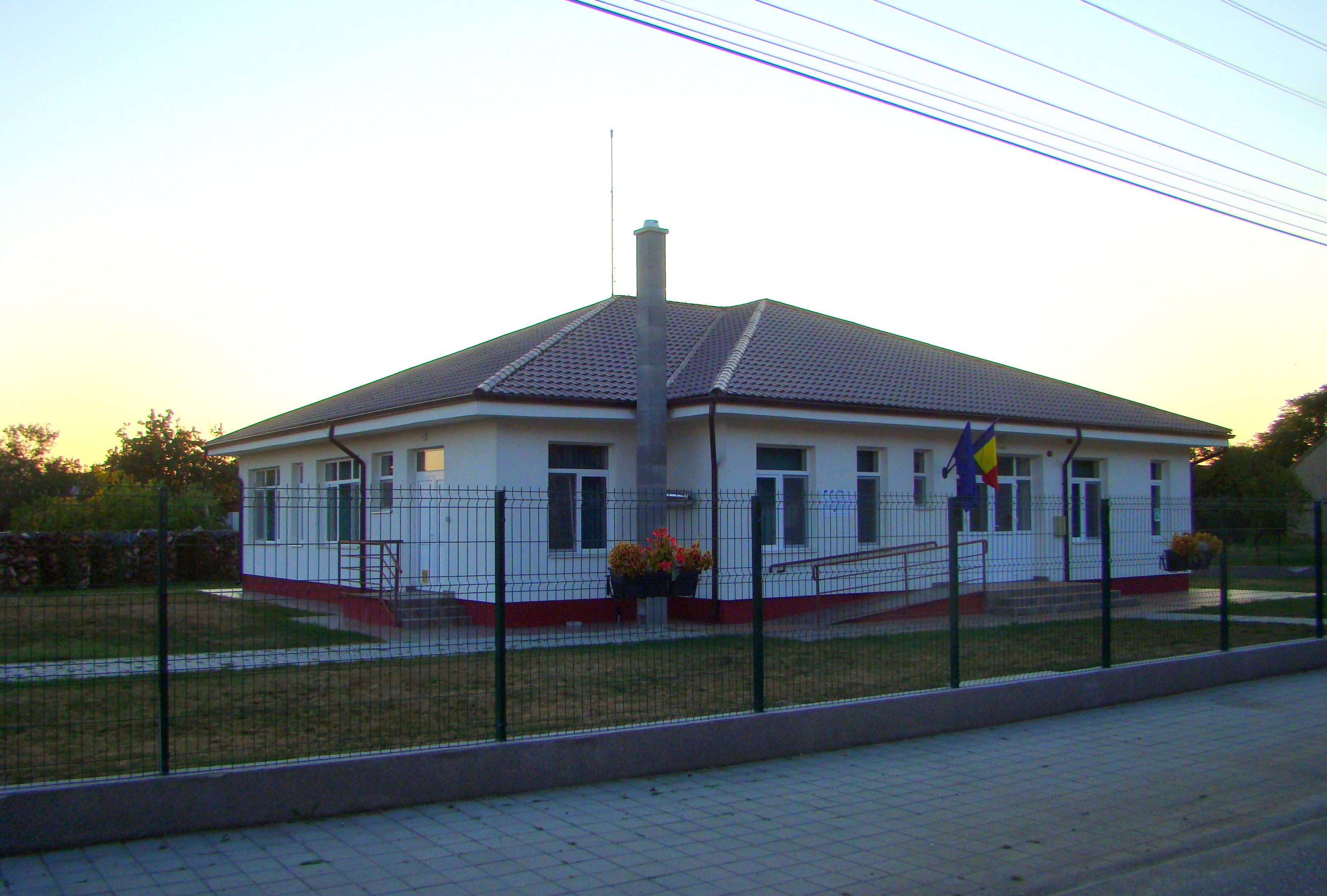
Grădinița cu Program Prelungit
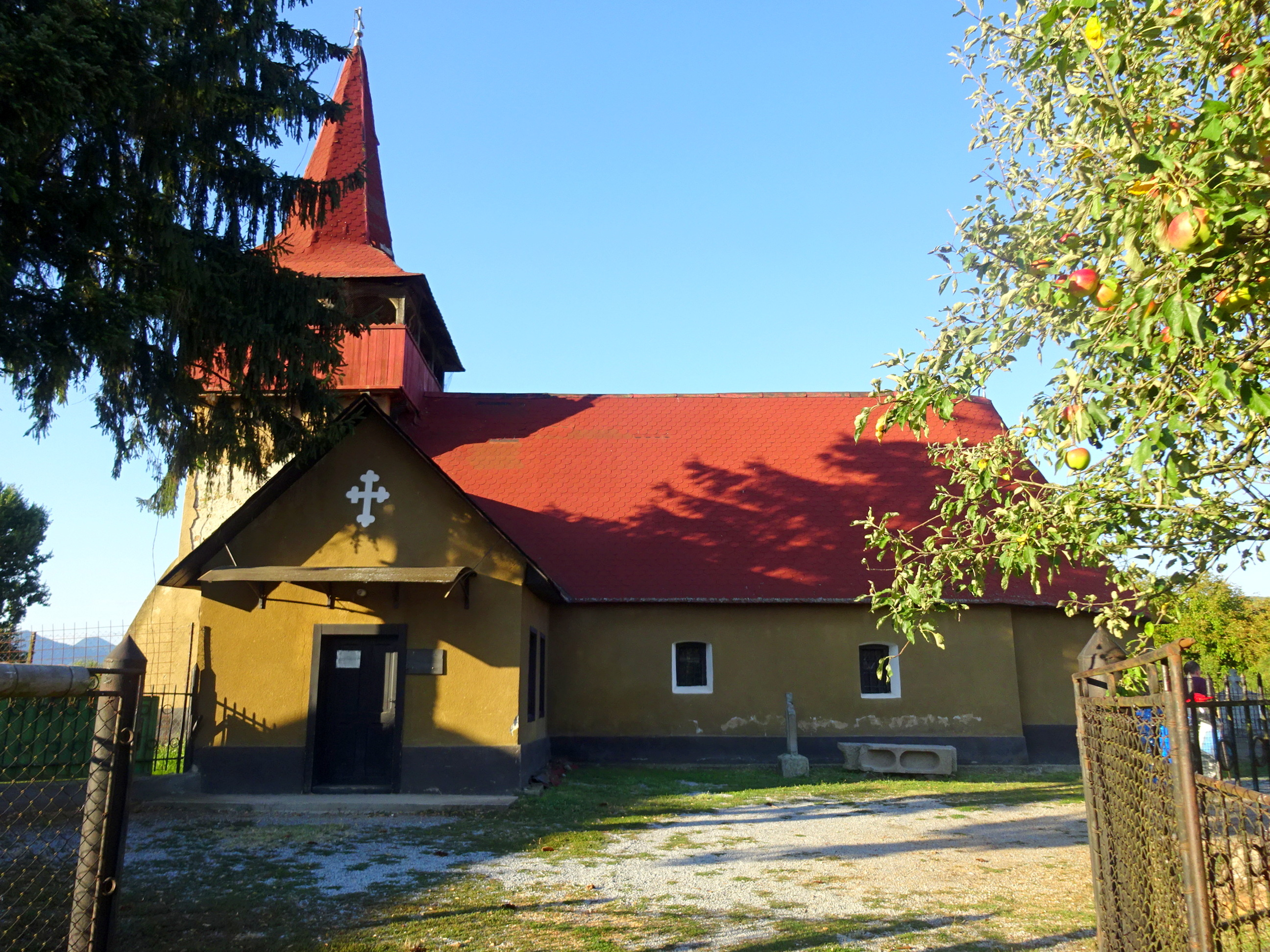
Biserica Sfântul Dumitru din Hărău (monument istoric)
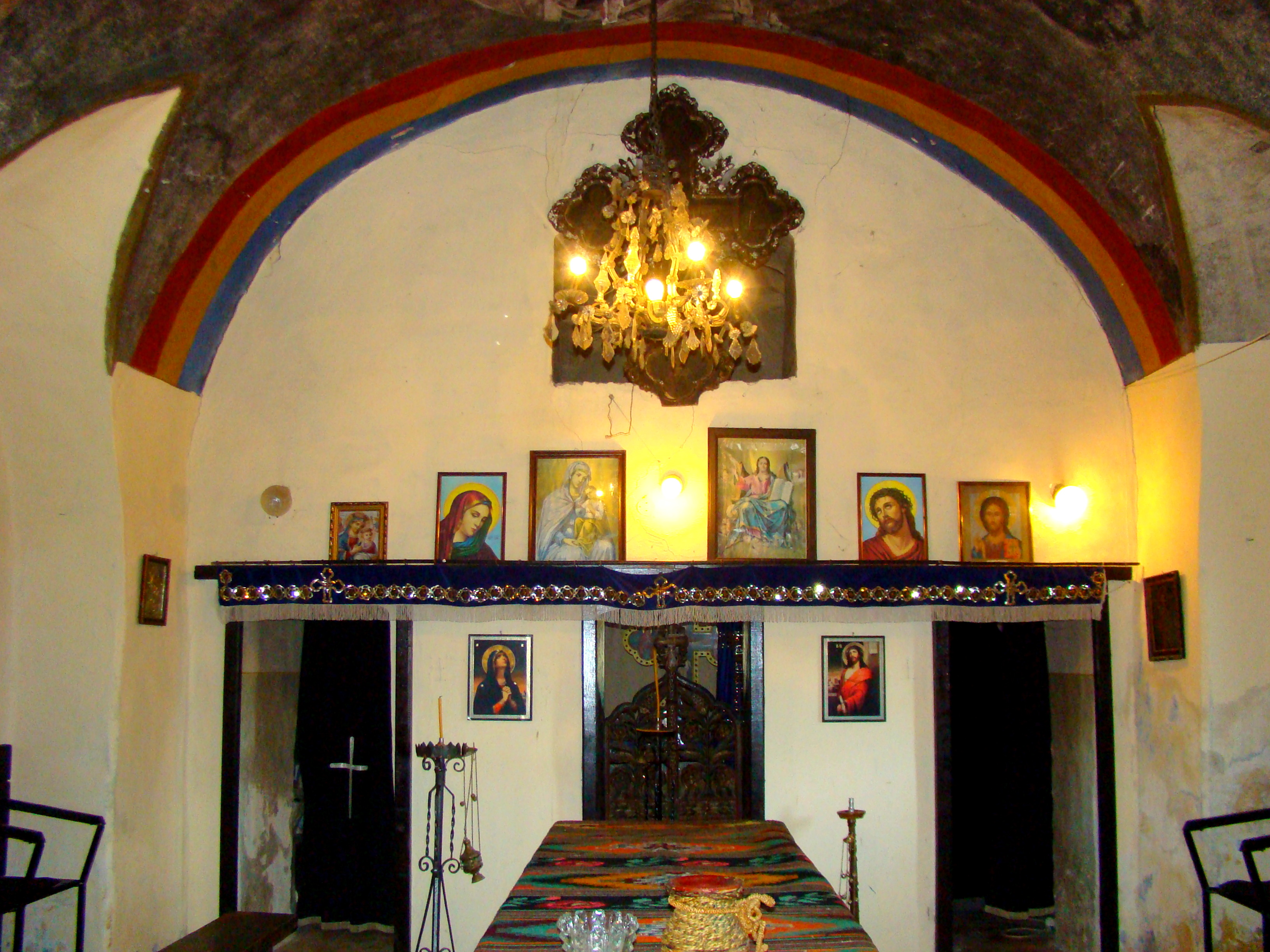
Biserica Sfântul Dumitru din Hărău (monument istoric)
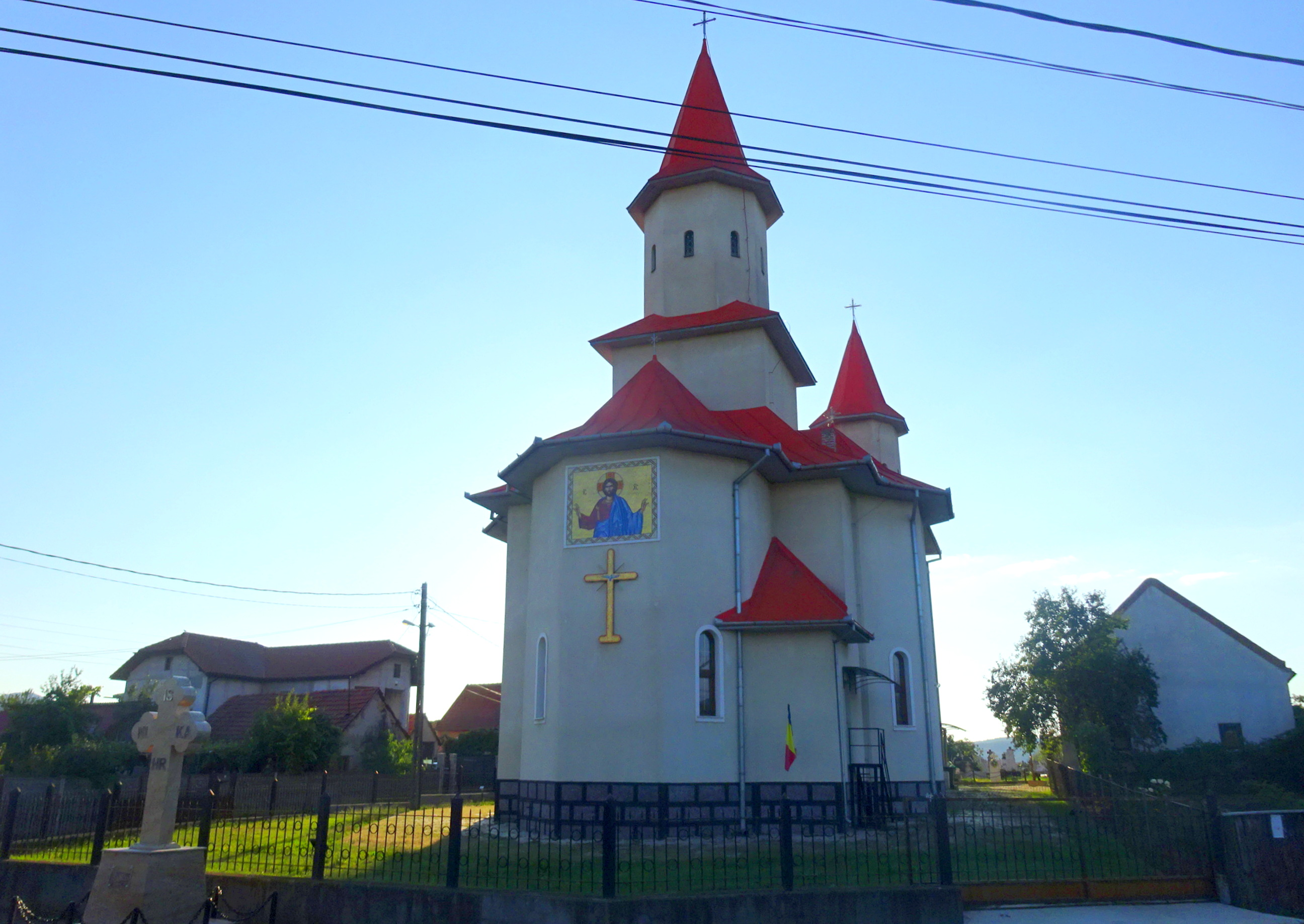
Biserica „Sfinții Apostoli Petru și Pavel” din Hărău
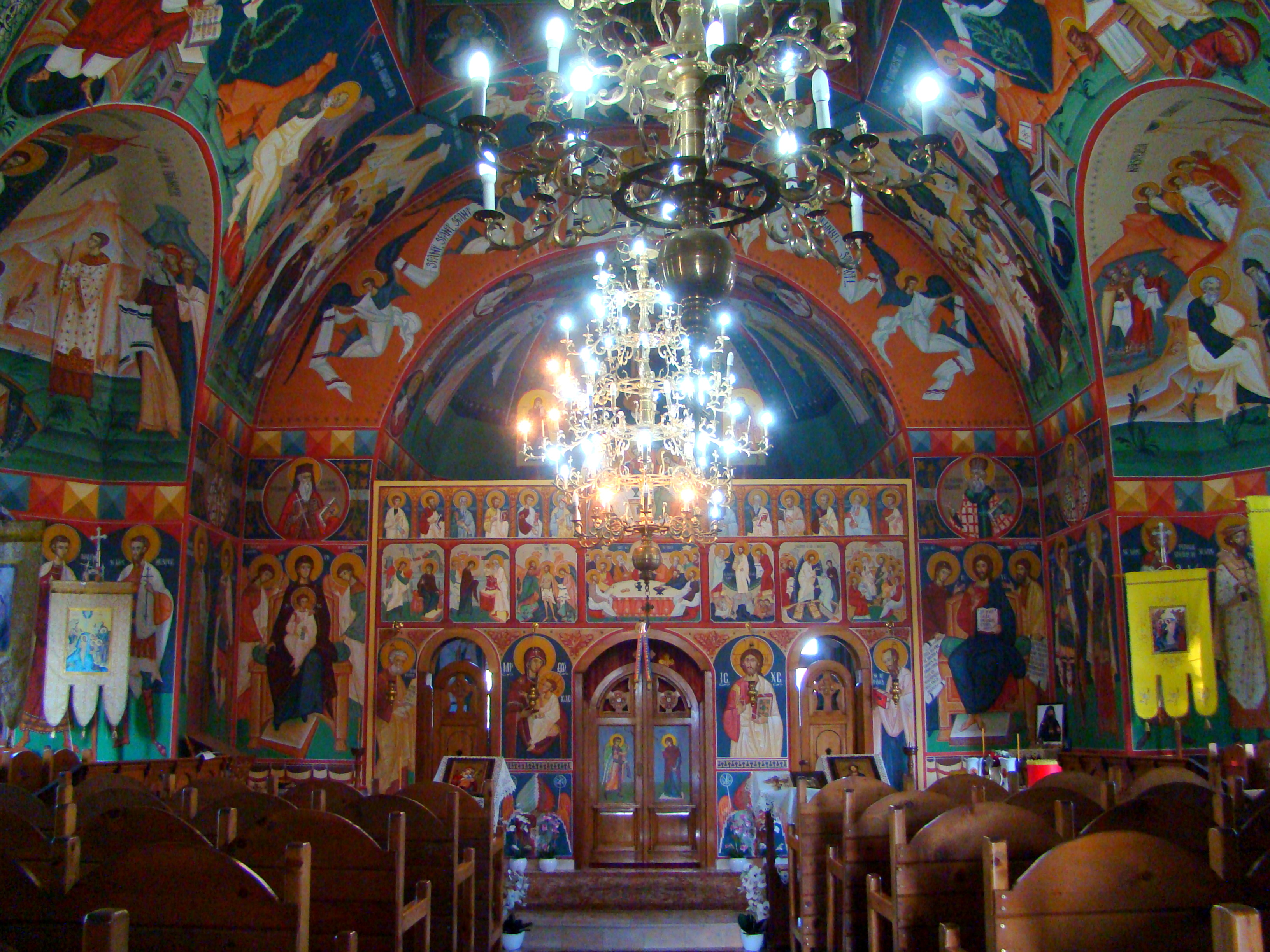
Biserica „Sfinții Apostoli Petru și Pavel” din Hărău
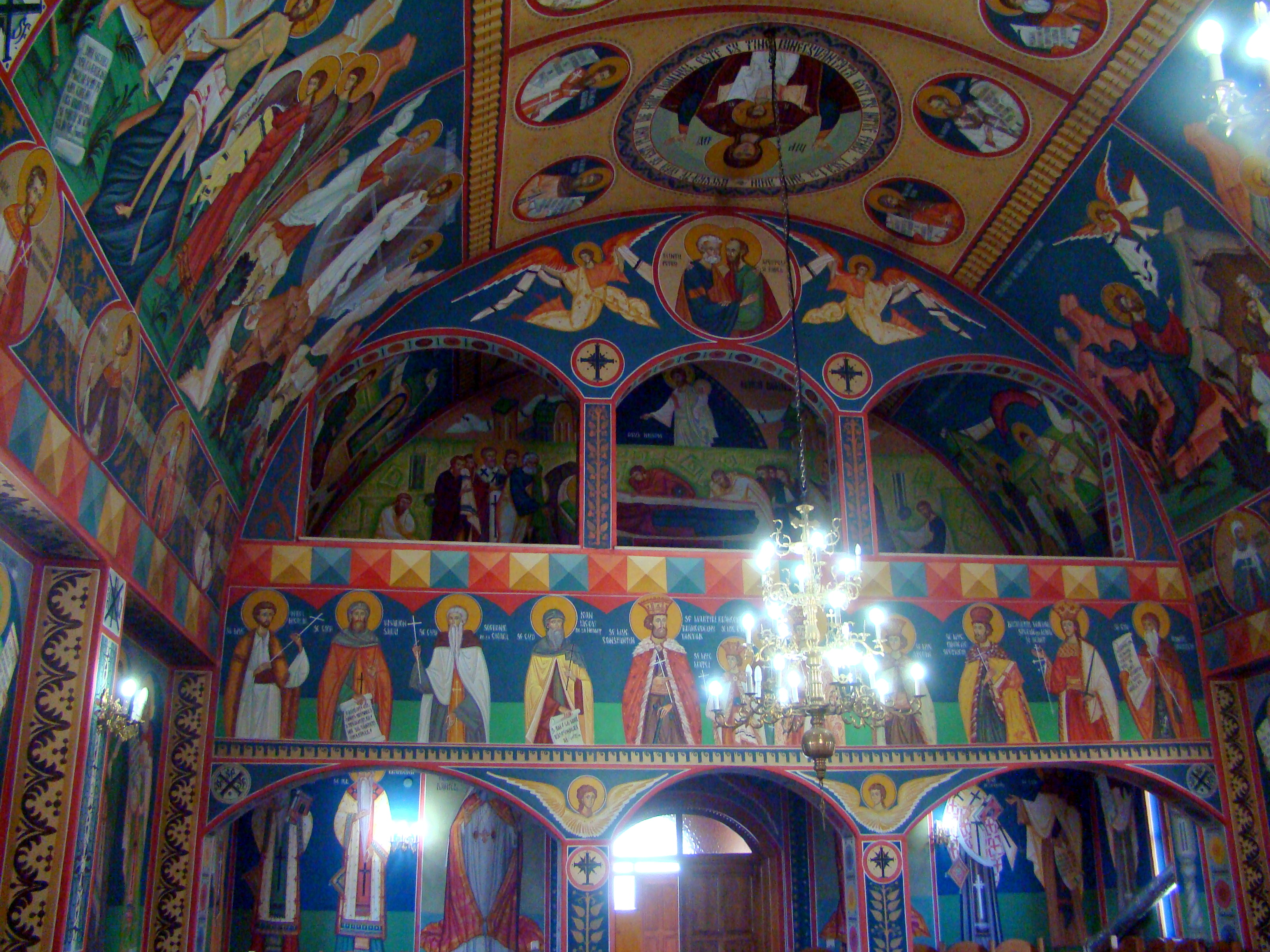
Biserica „Sfinții Apostoli Petru și Pavel” din Hărău
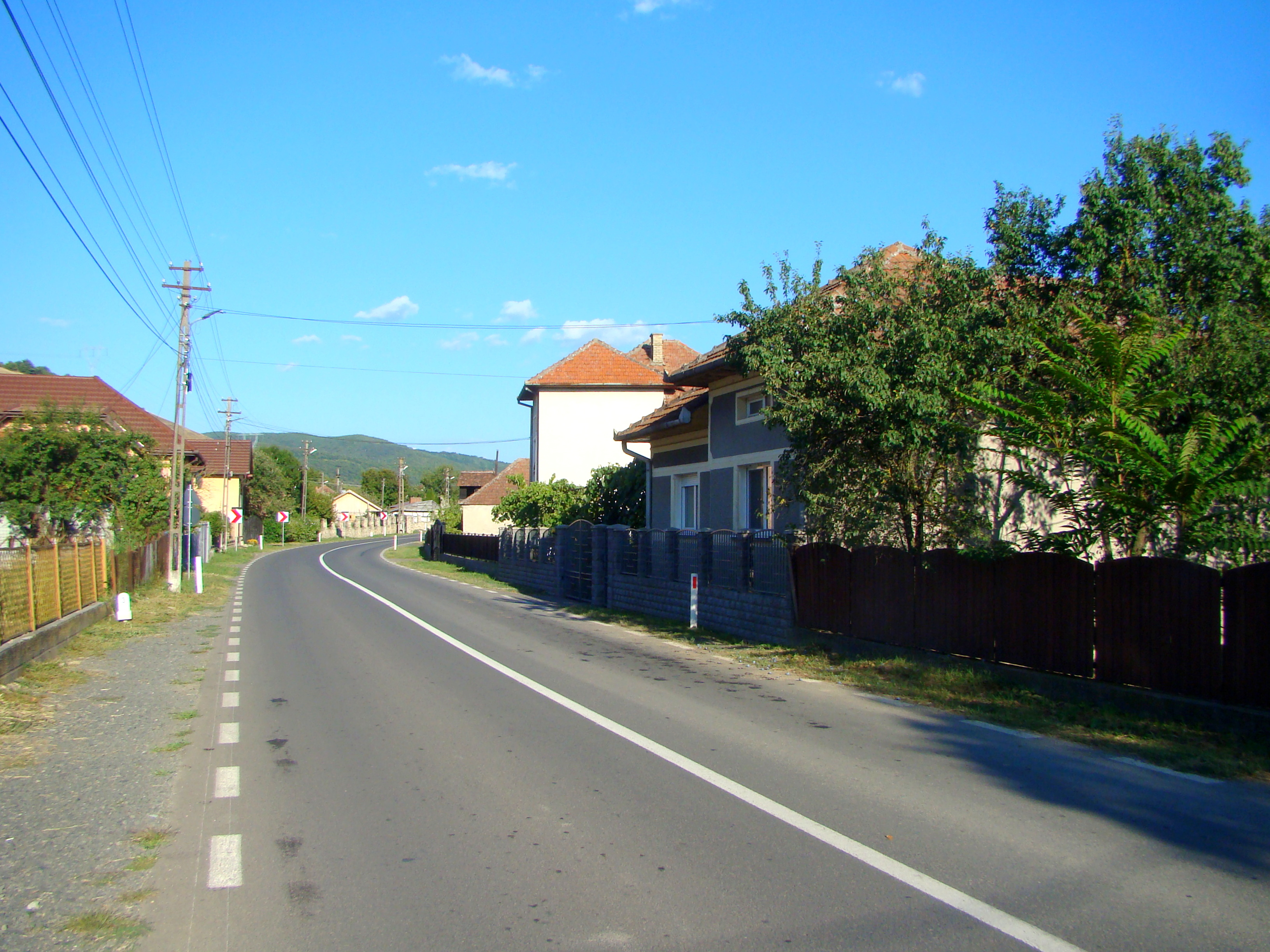
Chimindia
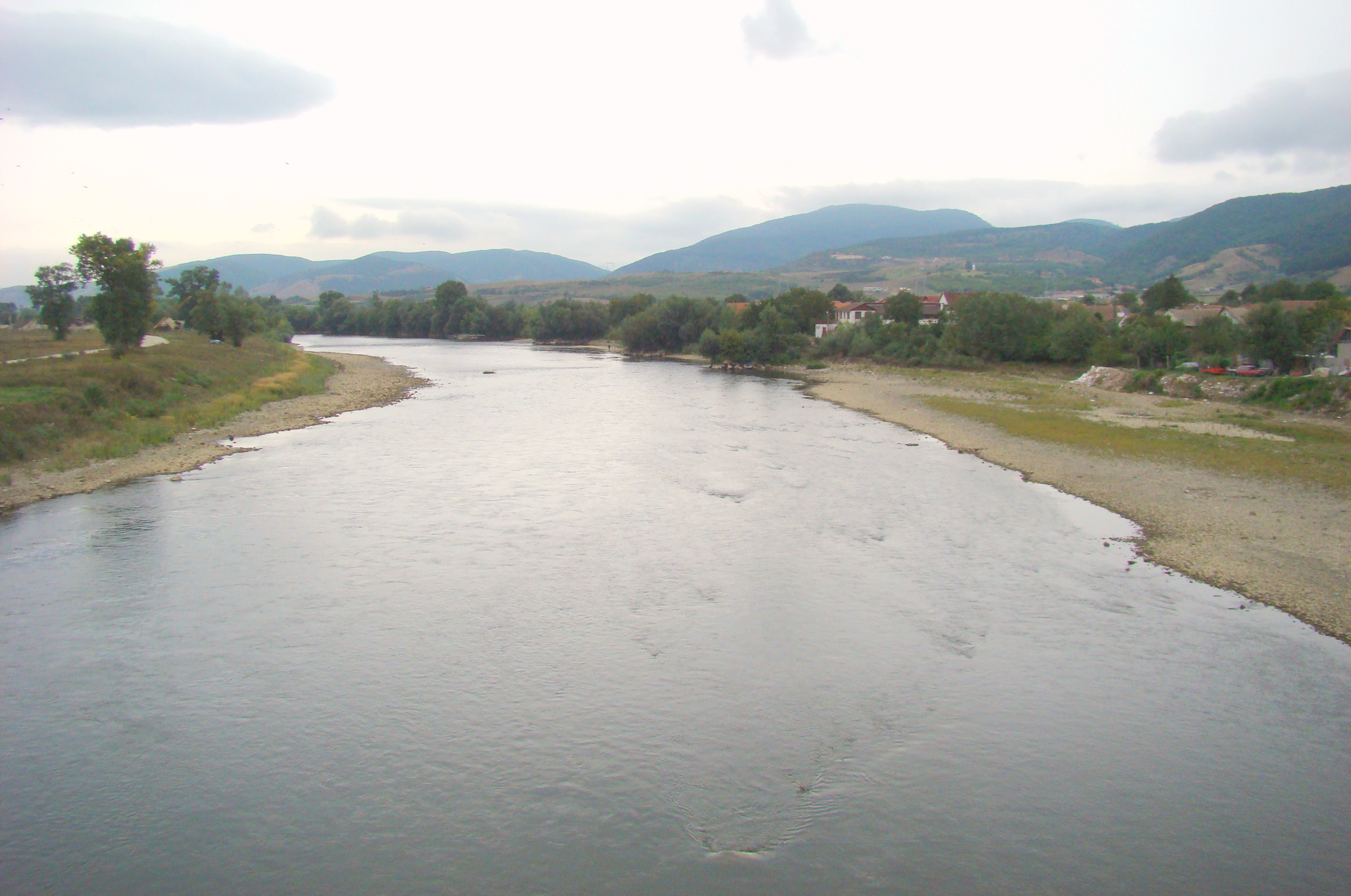
Râul Mureș la Chimindia
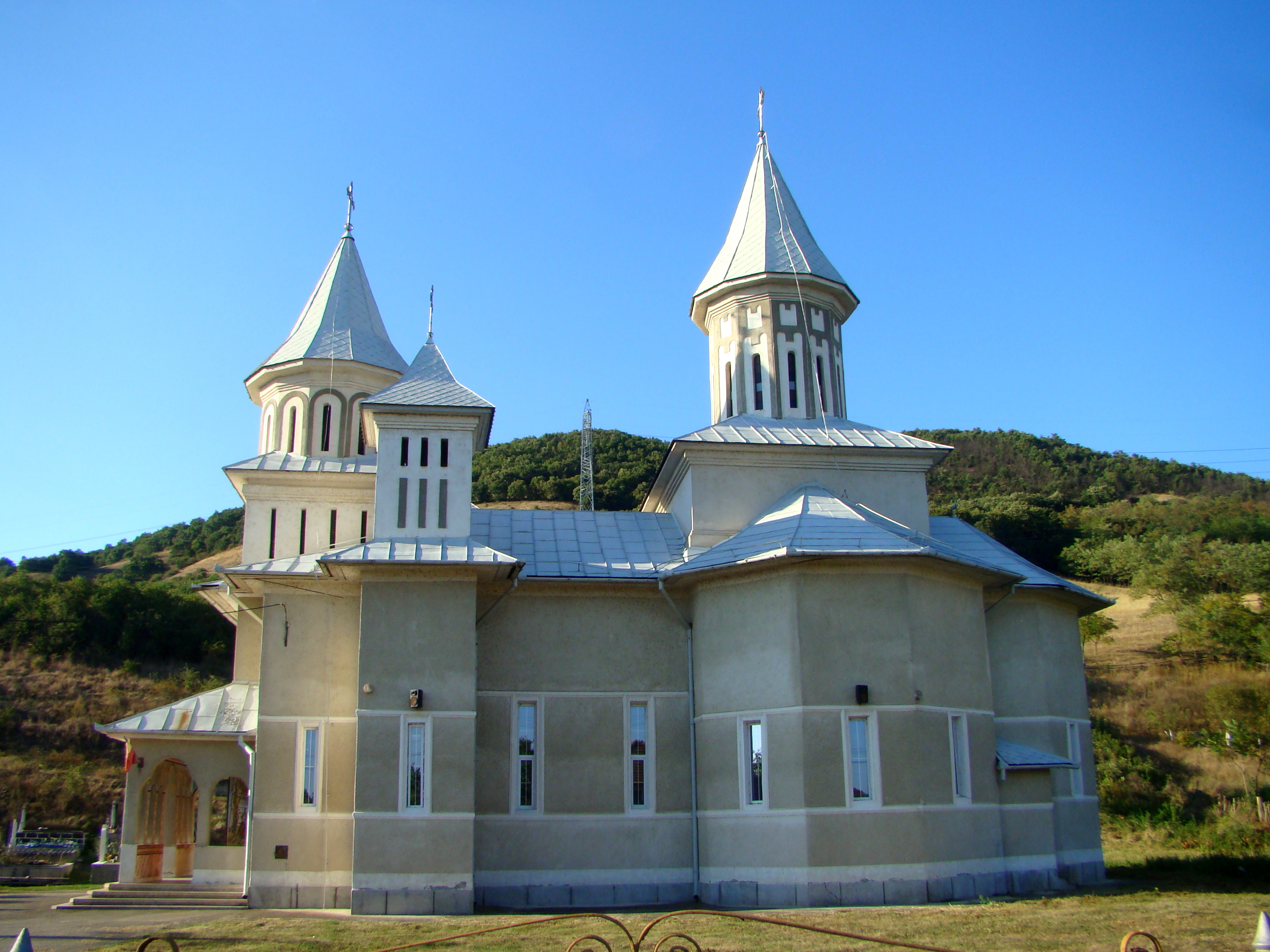
Biserica Adormirea Maicii Domnului din Chimindia (1991)
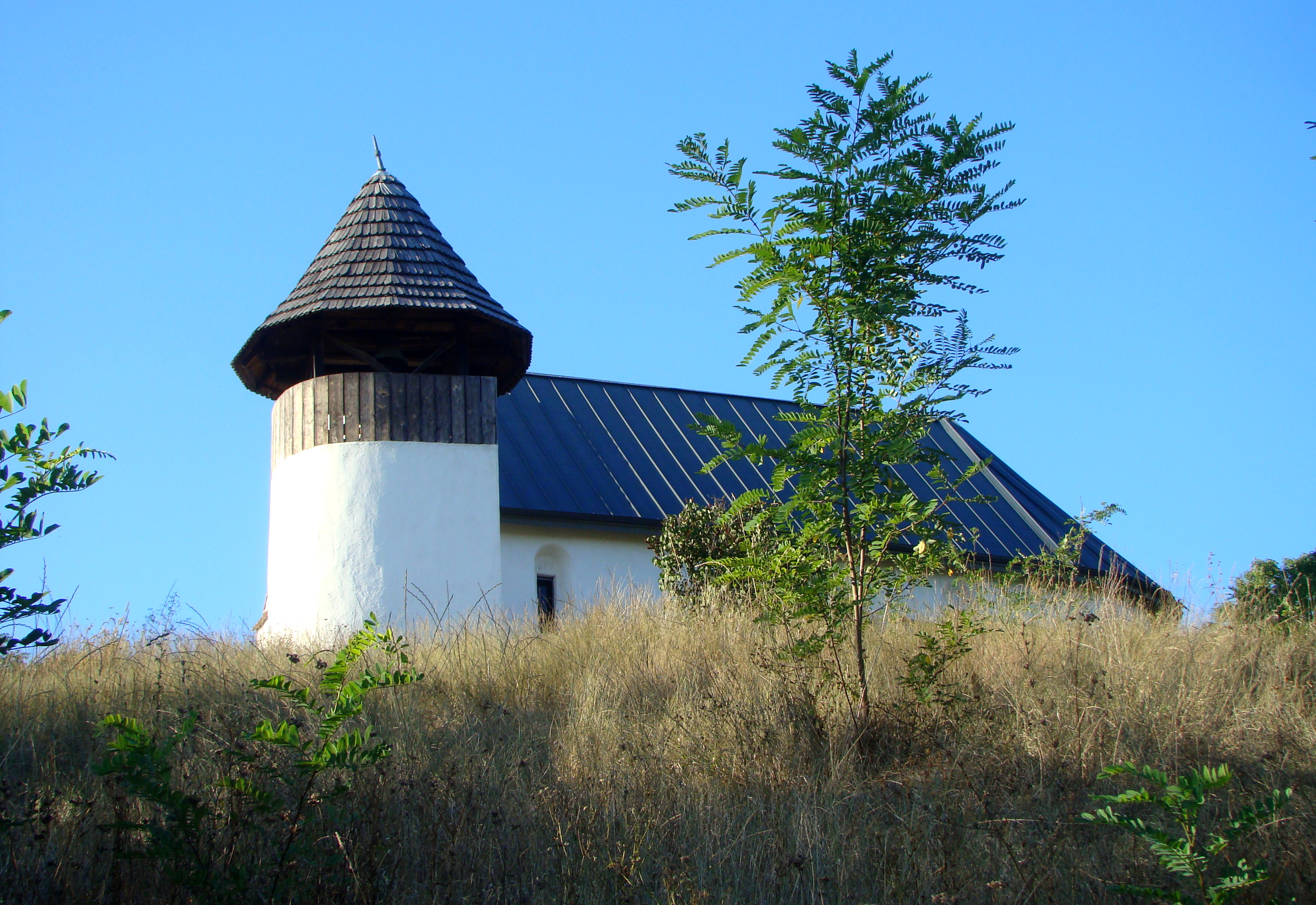
Biserica reformată din Chimindia (sec. XIII-XIV)
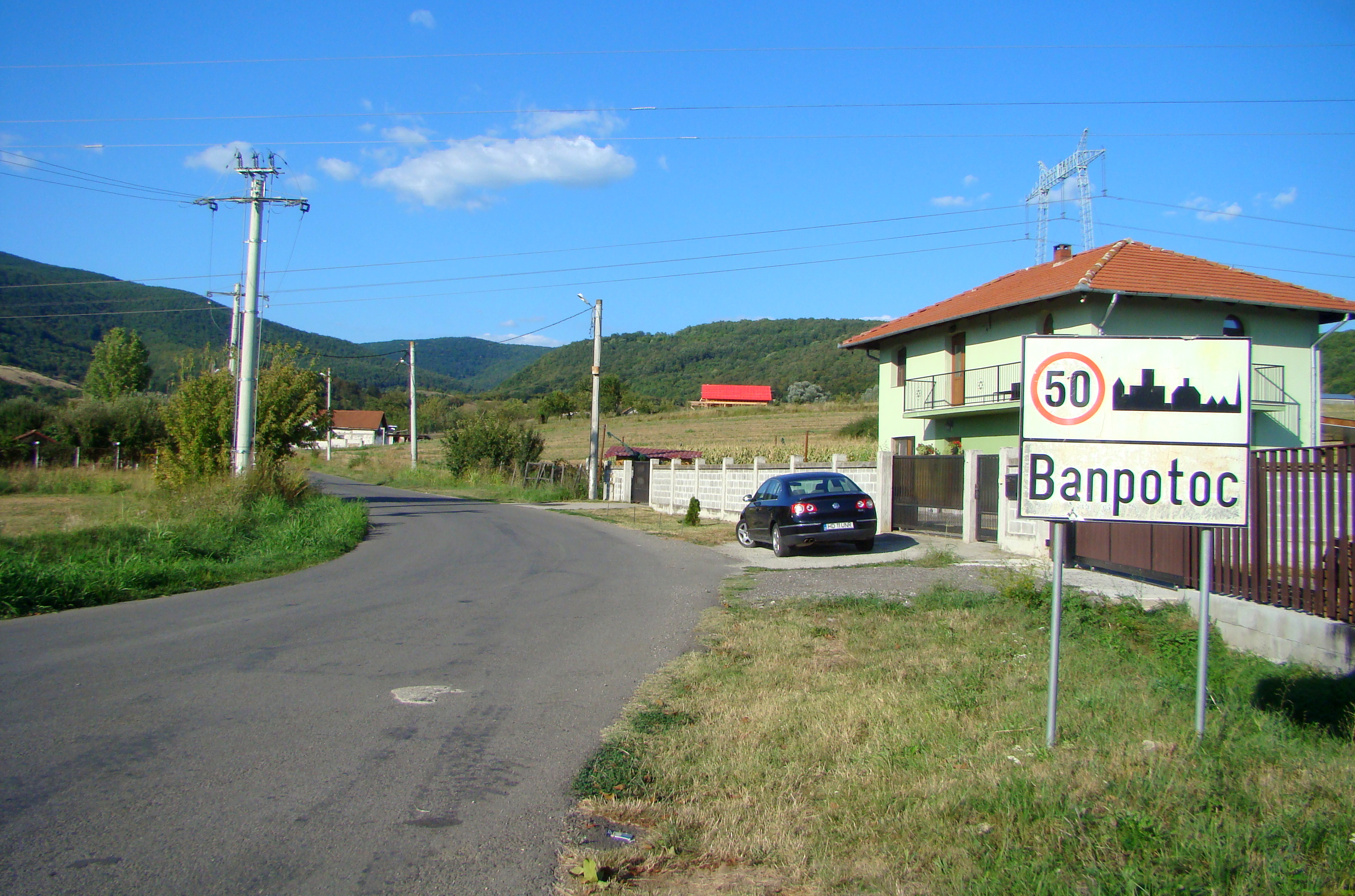
Banpotoc
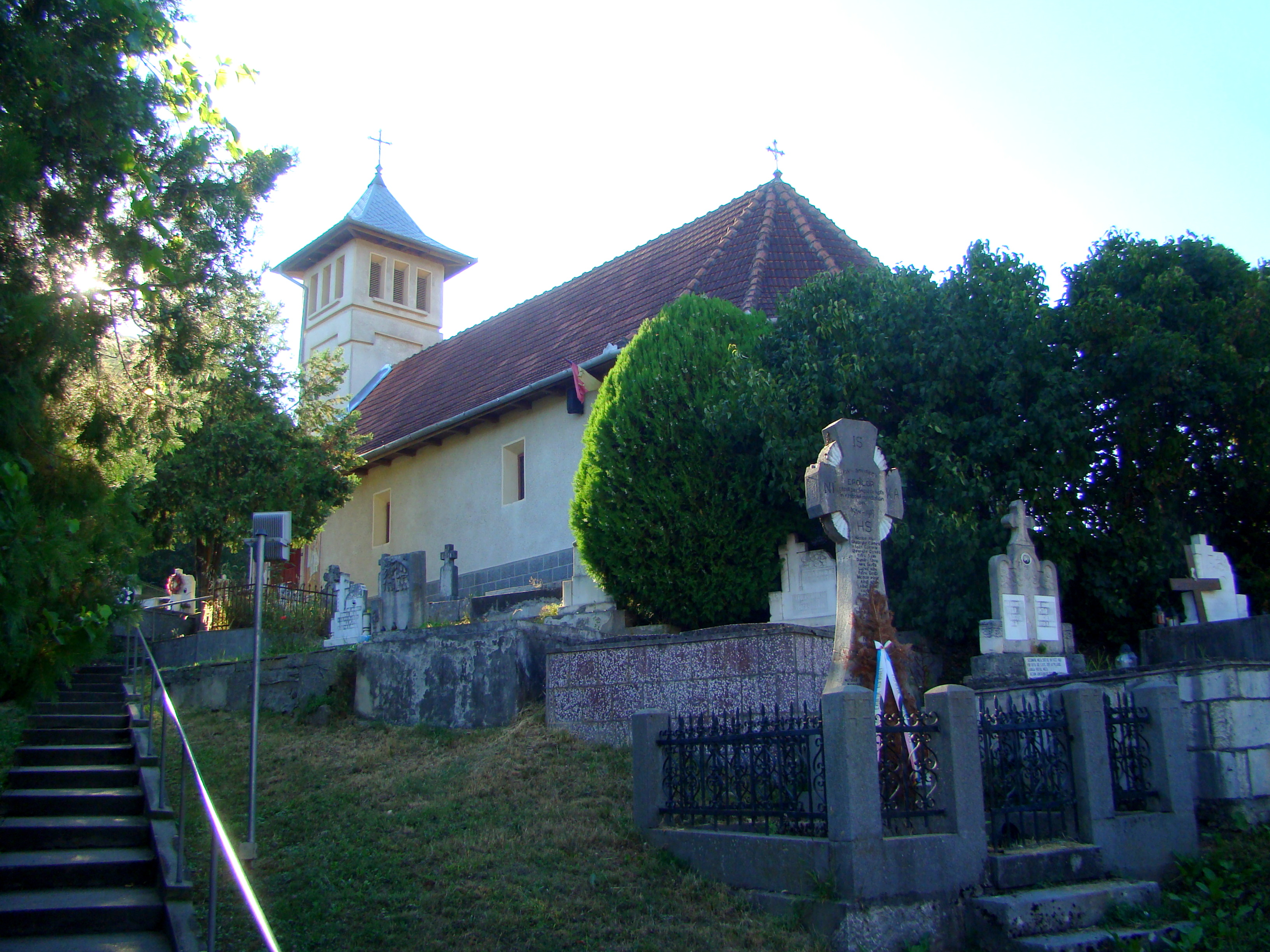
Biserica Sfinții Arhangheli din Banpotoc
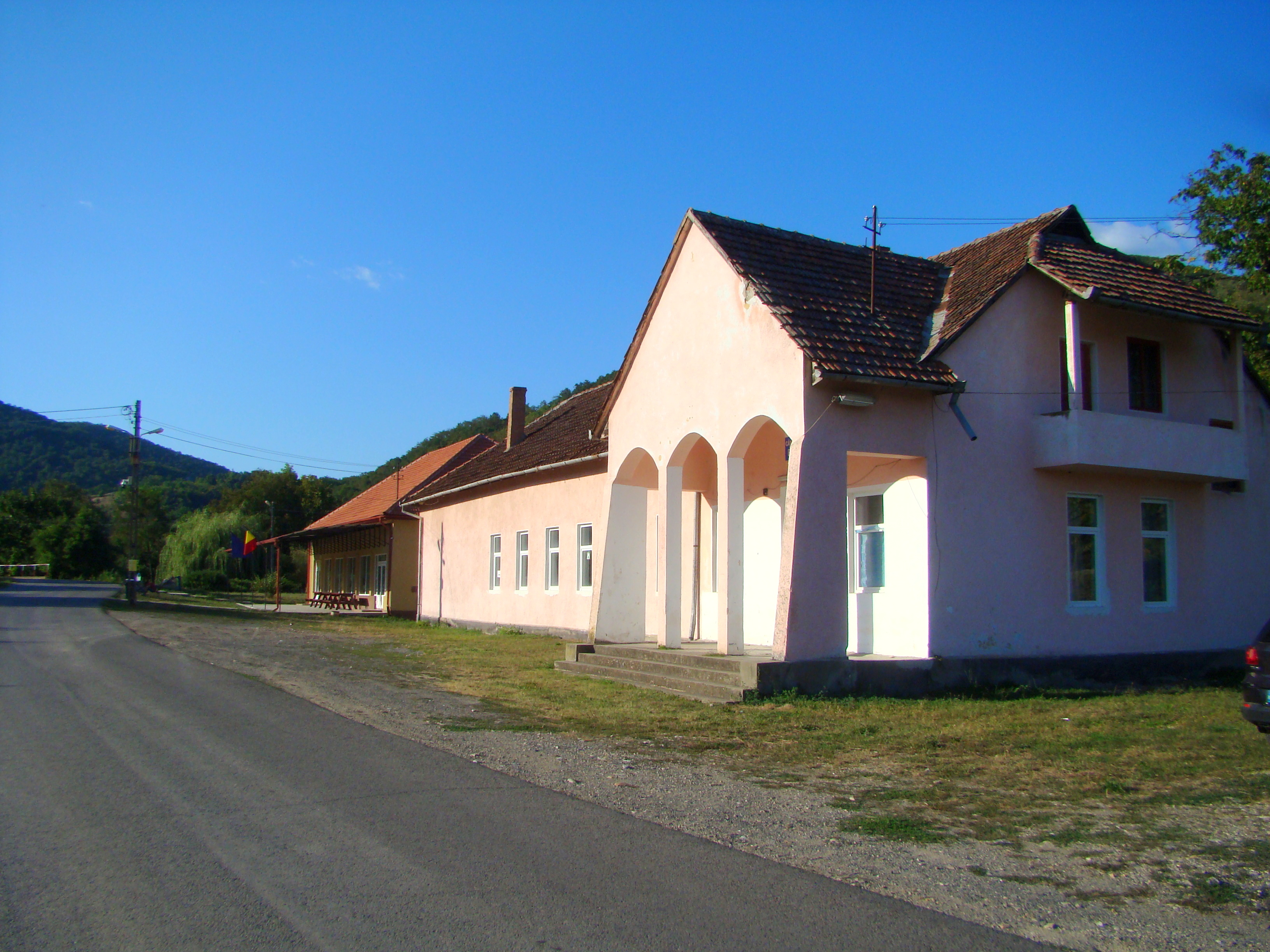
Căminul cultural
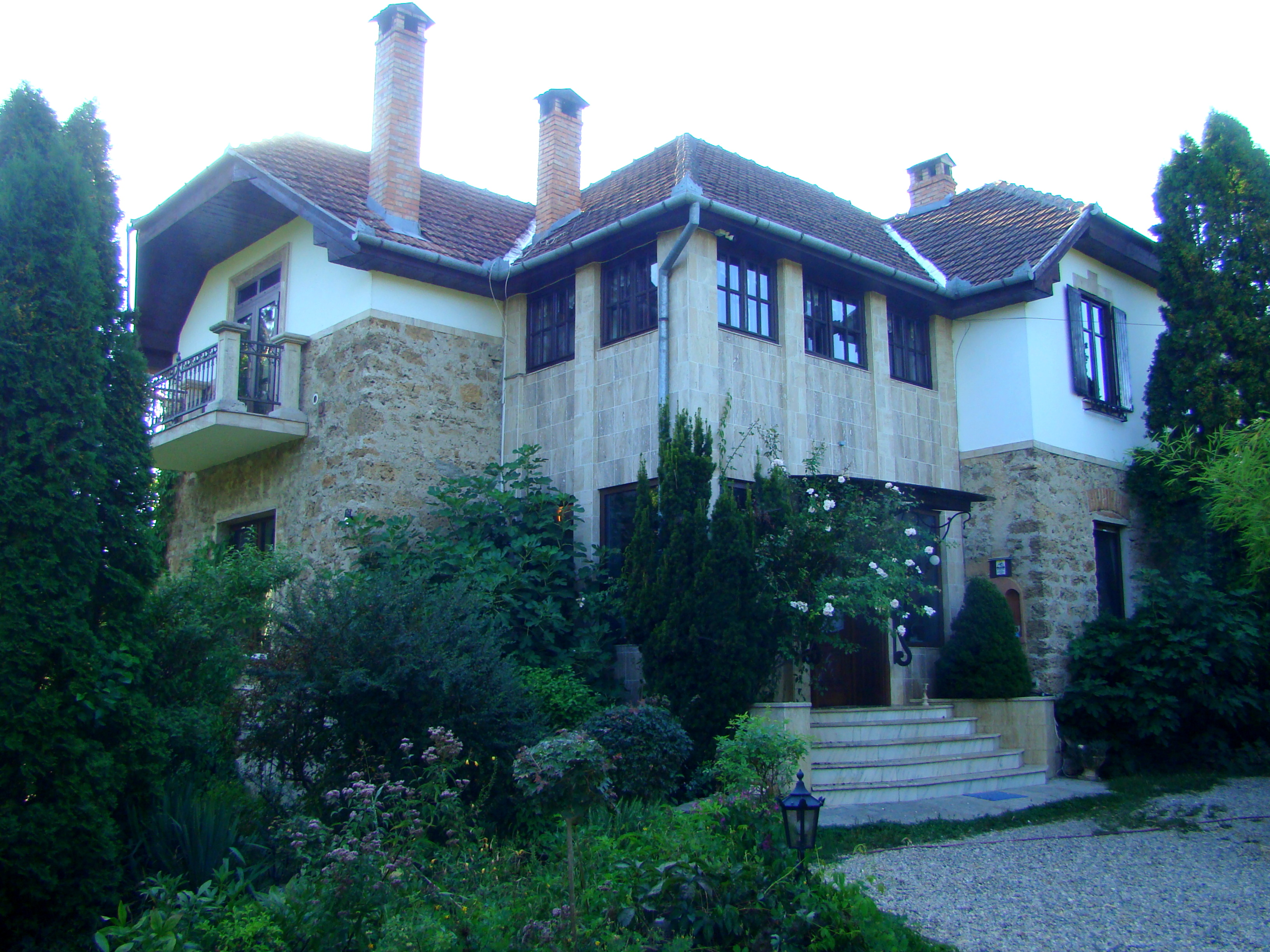
Vila Castelul Maria
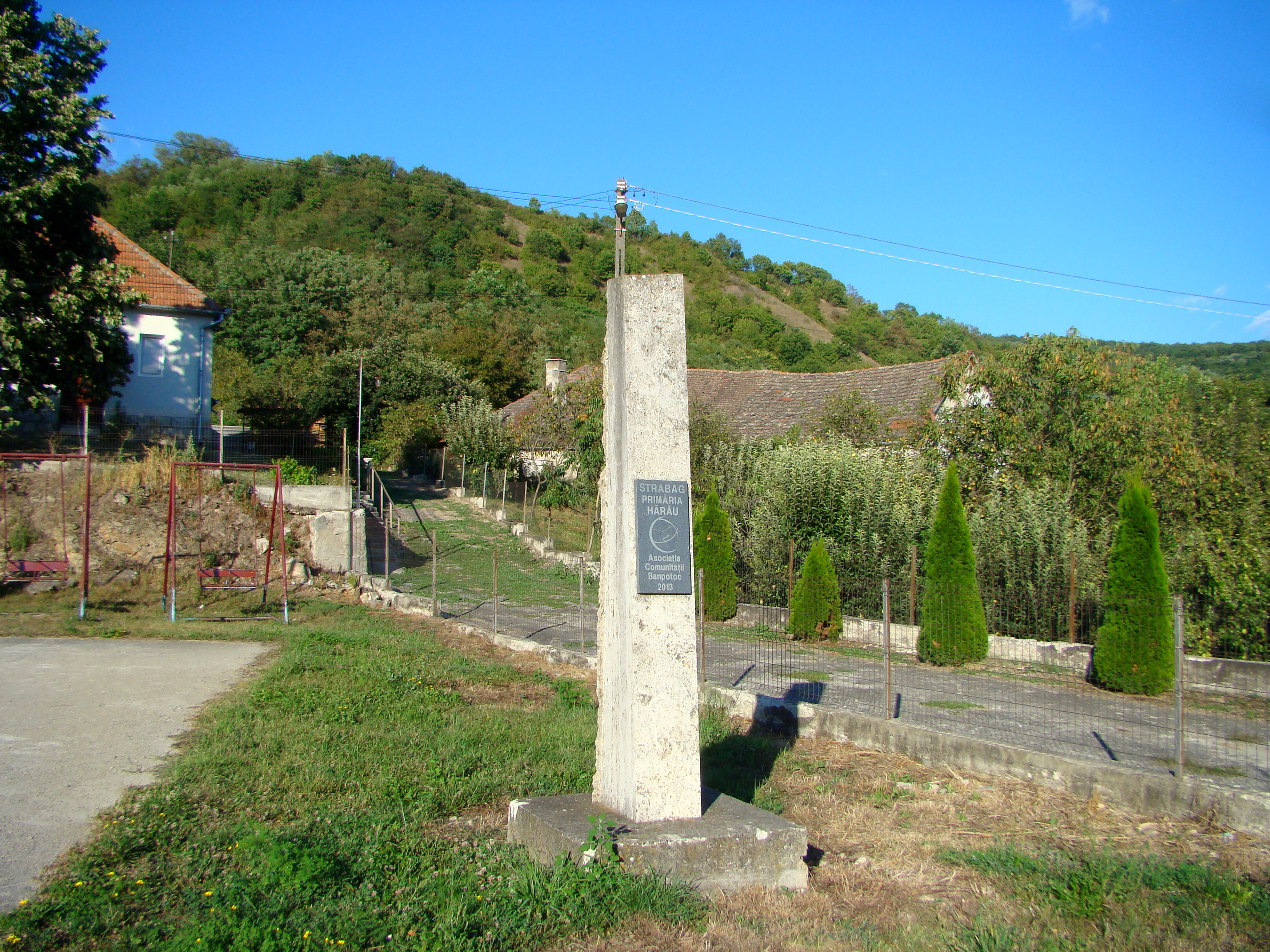
Banpotoc
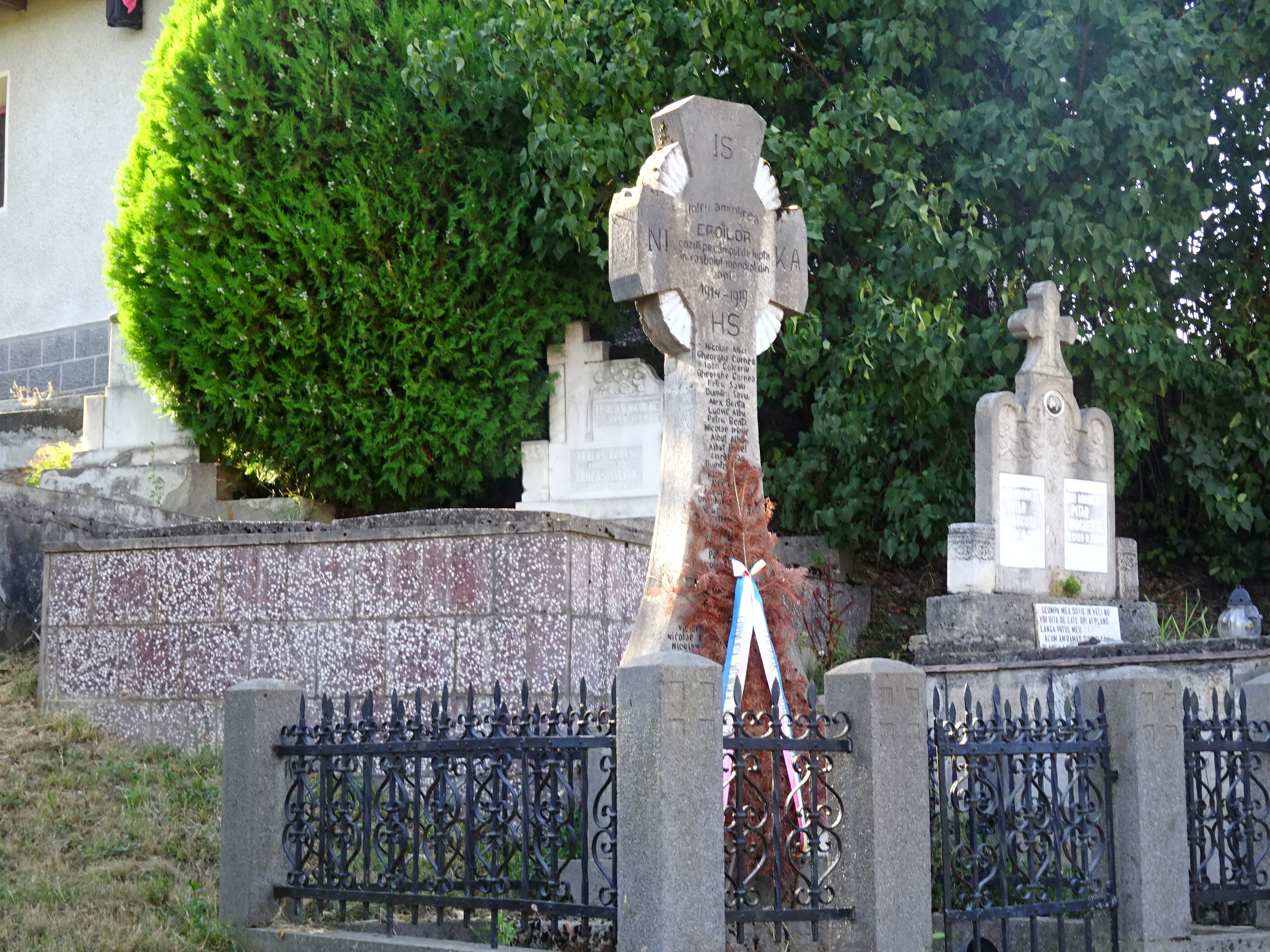
Monumentul eroilor
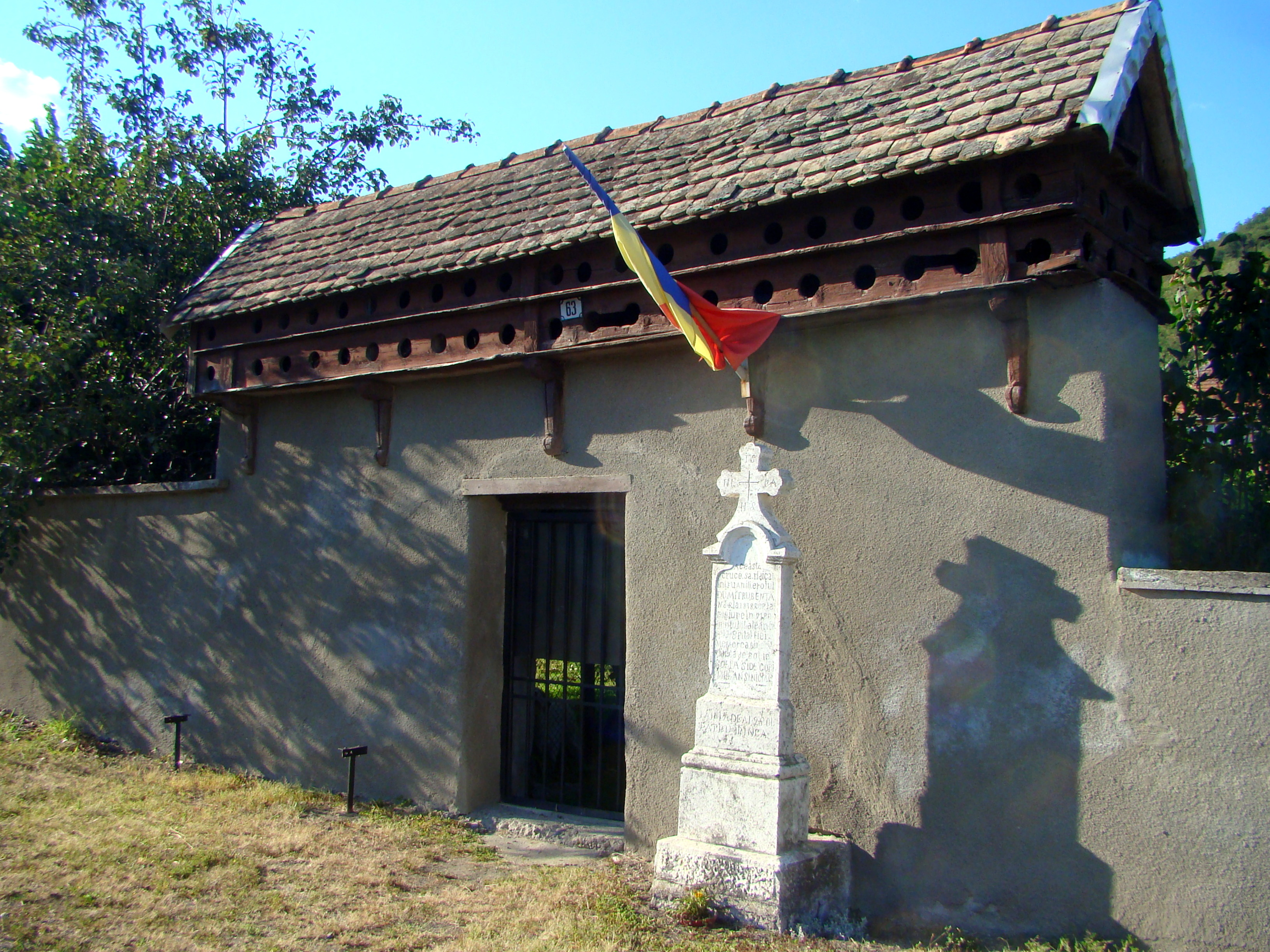
Banpotoc
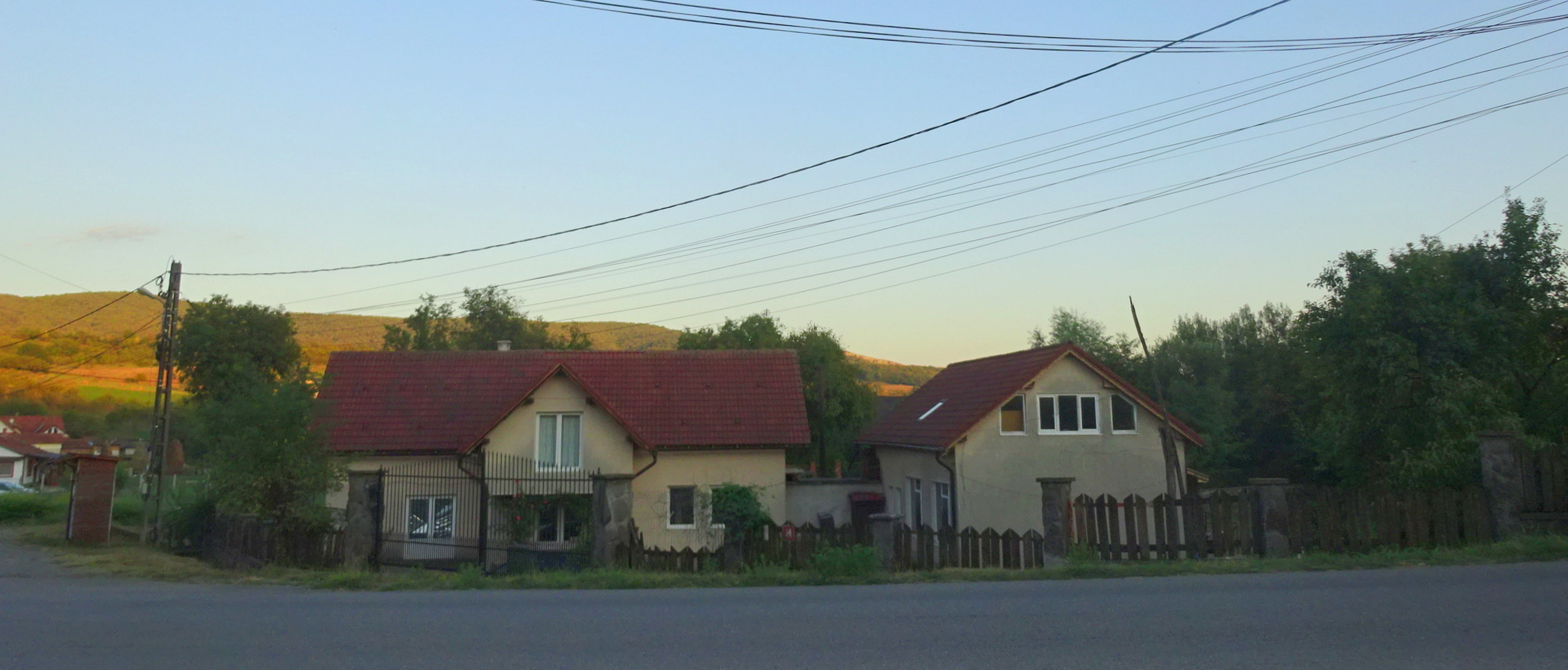
Bârsău
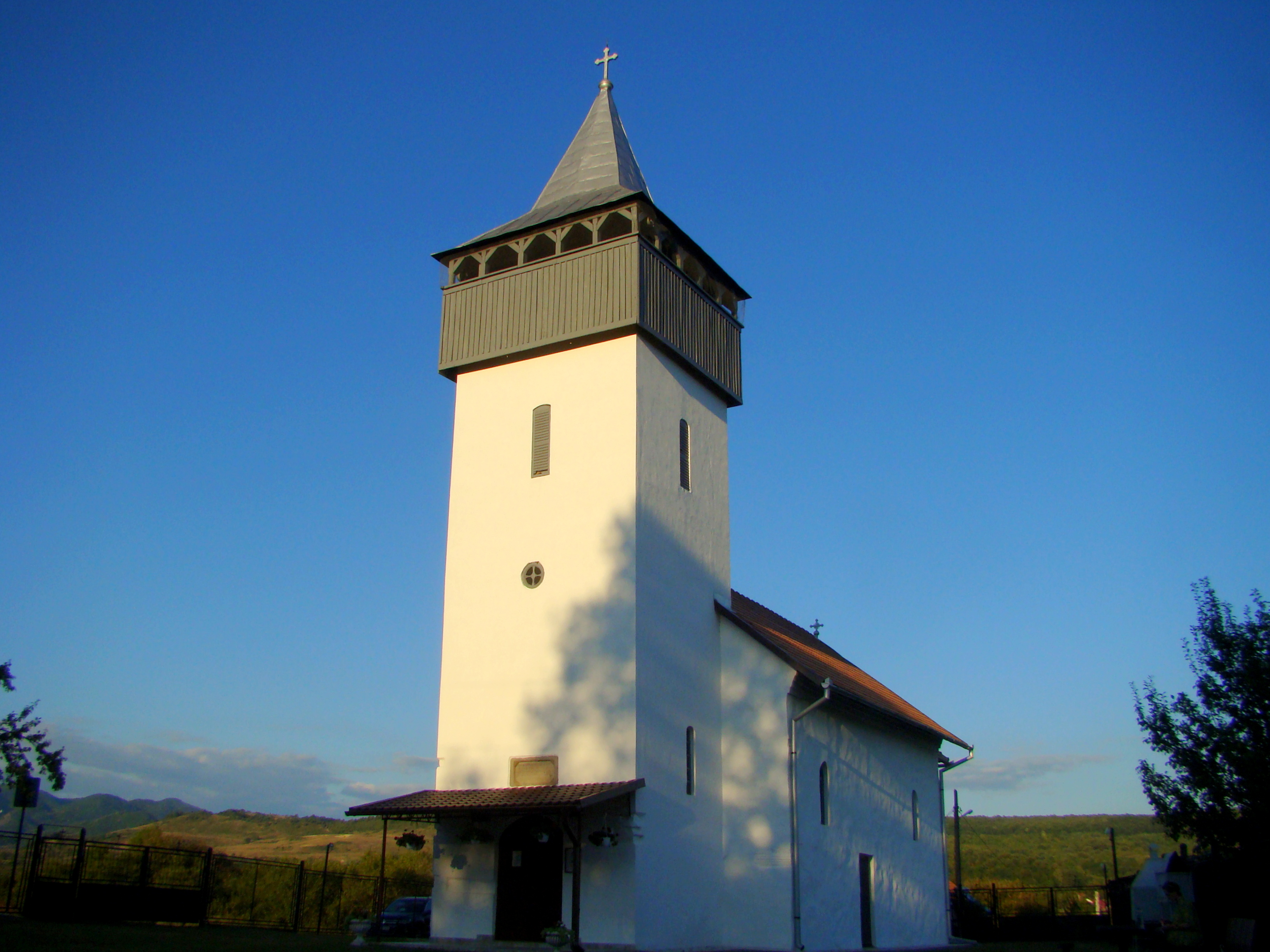
Biserica Sfântul Nicolae din Bârsău (monument istoric)
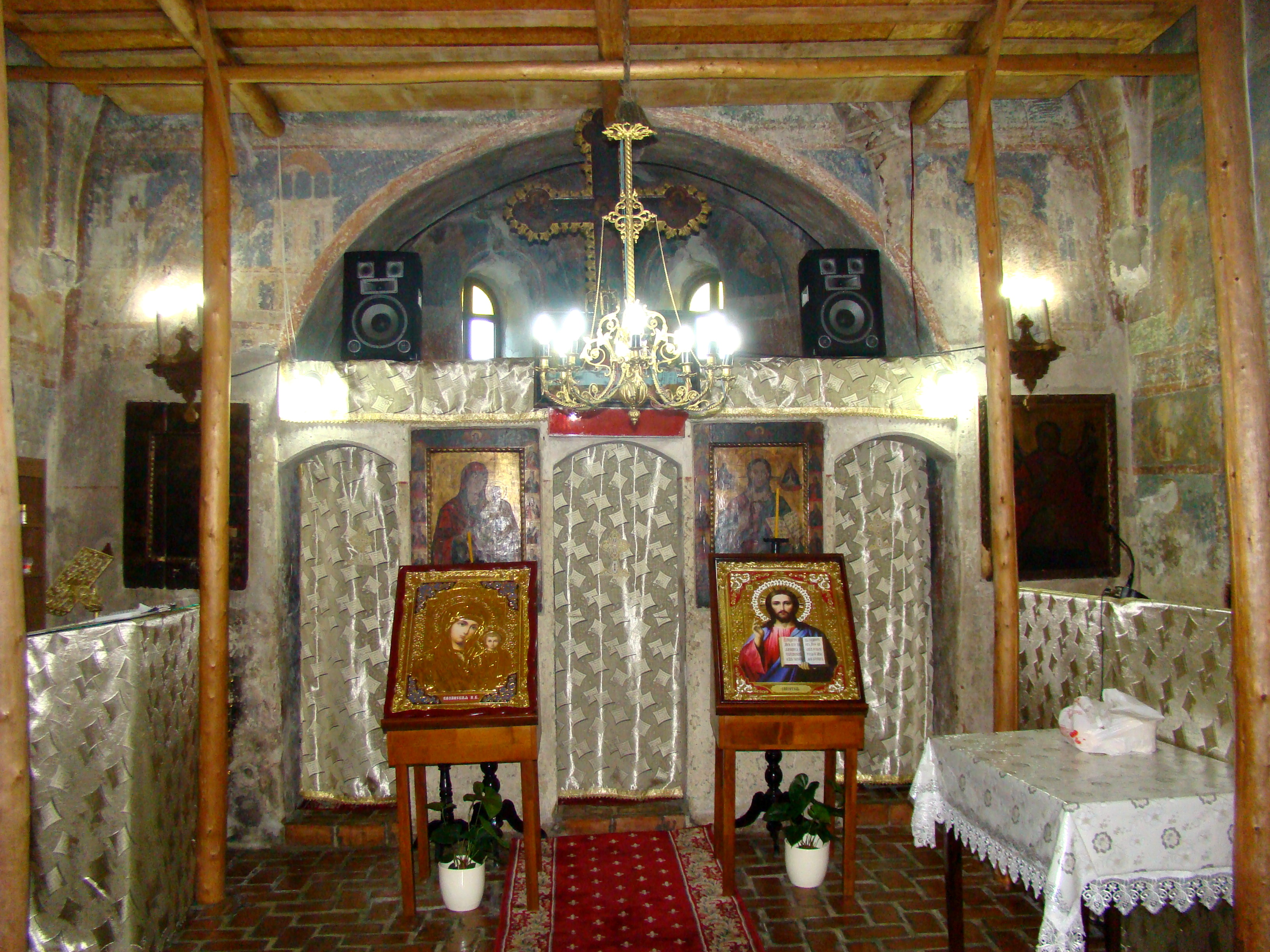
Biserica Sfântul Nicolae din Bârsău (monument istoric)
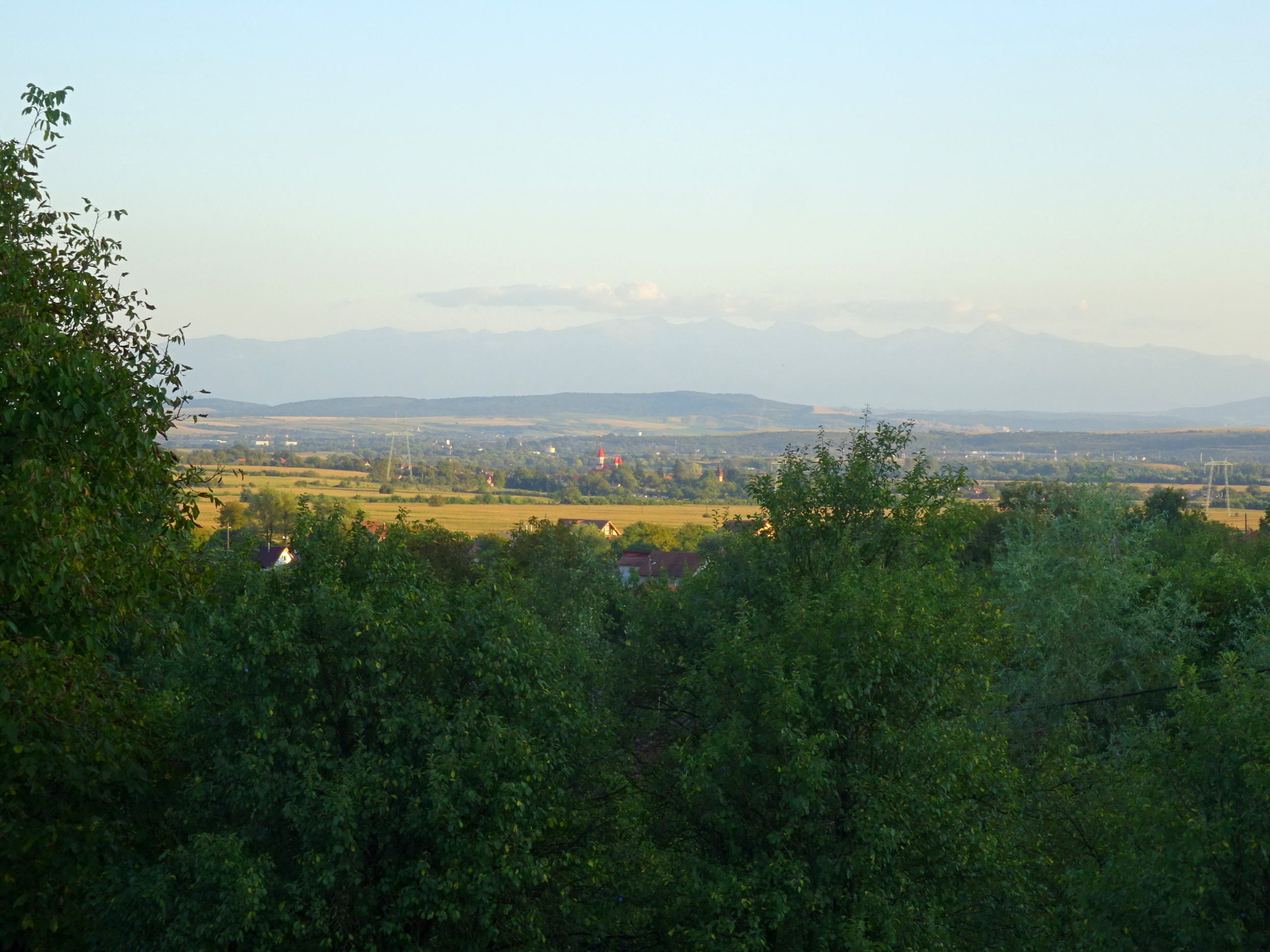
Împrejurimile satului Bârsău